# Kristyán Judit
Kristyán Judit magyar modell, fotómodell, manöken. A 70-es, 80-as években őt tartották a "legszebb lábú magyar manökennek": ezt többek közt a Mino-cipők reklámjaiban bizonyította. Férje volt az 1998-ban meggyilkolt Fenyő János médiamogul, aki egykor a fotósa volt.

## Pályafutása
Eredeti szakmája elektroműszerész, de dolgozott műszaki rajzolóként is. Az Állami Artistaképző Intézetben elvégezte a manökeniskolát. Az 1970-es, 1980-as évek egyik legkeresettebb modellje lett. 
Napi-, és hetilapokban, címlapokon, reklámokban, valamint óriásplakátokon egyaránt szerepelt. A "legszebb lábú magyar manökennek" tartották, ezt többek között, „egy kor lenyomata és mégis kortalan” műalkotásnak, a Kálvin téren elhelyezett óriási Fabulon-mozaik mellett látható, Mino cipőt reklámozó, óriásposzternek köszönhette, amely Bakos István (grafikus) alkotása volt. A Mino cipőket (Minőségi Cipőgyár) a Kálvin téri impozáns megjelenésen túl is mindenütt ő reklámozta.
A 70-es, 80-as években őt tartották a legszebb lábú magyar manökennek: ezt többek közt a Mino-cipők reklámjaiban bizonyította. …Sötétbarna, göndör fürtjei és játékos mosolya többek közt a Konsumex Budapest, a Videoton és a Budapesti Bútoripari Vállalat reklámjain tűntek fel.
Rendszeresen részt vett divatbemutatókon is, de több show-műsorban is szerepelt, mint például a Korda György-show-ban is. Az Ez a Divat szerkesztőségének is dolgozott, fotói rendszeresen jelentek meg a lapban. Kristyán Judit Fenyő János, fotóművész felfedezettje volt. 
A 80-as években a Sztár (üdítőital)t is népszerűsítette, reklámarca volt 1982-ben naptár-, illetve plakáttal.
Fotósai voltak, többek közt Bakos István, Fenyő János, Lengyel Miklós, Módos Gábor, Martin Gábor, Novotta Ferenc, és Tóth József fotóművész.

## Magánélete
Felfedezőjével, a később milliárdos nagyvállalkozóvá, médiacézárrá vált Fenyő Jánossal 1984-ben kötött házasságot. 
Tíz évvel később Dóra lányuk, 1998-ban pedig Dávid fiuk született.
Férjét 1998-ban meggyilkolták, már nem érte meg fiuk születését.
A tragédiát követően hol Svájcban, hol az Egyesült Államokban él, immáron felnőtté vált gyermekeivel.
A Napi Gazdaság 100 leggazdagabb magyart ismertető 2009-es listáján, 10 milliárd forintra becsült vagyonával, a 45. leggazdagabb magyar, azon belül is a második leggazdagabb magyar nő volt. 2010-ben 11 milliárd forinttal a 47. volt a százas listán.
Örökölt vagyonát az 1997-ben, Vaduzban bejegyzett liechtensteini Setara Alapítvány kezeli – a befektetéseiből származó bevétel fedezi a család gondtalan életét.